# 陣借り
陣借り（じんがり）は、合戦において、正規軍ではない勢力が自費で駆けつけ参加する事。
報酬が約束された正規兵ではないので、たとえ戦に勝利・貢献しても報奨を確実にもらえるわけではなく、兵糧・武器などの補給が約束されるわけでもない。いわば戦力の押し売りである。

## 日本
当時は首実検で論功行賞を決定していたため、戦闘終了後に勝った側の陣営に首を持参することで、事後承認で傭兵として認めてもらうことが可能であった。また活躍の度合いによっては仕官にありつける場合もあった。
中世には御恩と奉公により武士団のリーダーである統領（主君）と契約を結ぶ武士が多く存在した。これは一時的な契約であり、より条件の良い主君に鞍替えすることは普通であった。
戦国時代には仕官先を追い出されるなど致仕した武将が、配下と共に再起を懸けて「陣借り」をするケースも多く見られた。より良い待遇と出世を求め仕官と出奔を繰り返し家々を渡り歩く「渡り奉公」をする武将も多かったが、当てが無いまま出奔しても各所で戦が頻発しているため陣借りでアピールが可能であった。人脈も無く位の低い浪人であっても、陣借り中の有力な武将の配下となることで仕官を目指すことができた。
戦にかかる費用や生活費は全て自腹となるため資金面での負担が大きく仕官できる保証も無いが、桶狭間の戦いでの前田利家や小田原征伐での仙石秀久など陣借りで大名にまで上り詰めた例もあるなど、立身出世の手法としてはハイリスク・ハイリターンである。
豊臣秀吉による天下統一により、奉公構が日本全国に行き渡るようになると奉公人として雇えない「構われ者」が出奔しても雇用が難しくなった。ただし多くの大名は有能な人材を欲しており、名を変えるなどして雇い入れる例もあった。

## ヨーロッパ
中世には王や貴族は主力となる騎士と動員した領民による封建軍（正規軍）の補強として、戦争の度に傭兵団（フリーカンパニー）と契約して戦争に臨んだが、正式に叙勲されていない騎士（黒騎士）や傭兵団を離れ戦場に臨む兵士（フリーランス）は、戦争が起きた際に封建軍や傭兵団に自身を売り込むことで賃金を得ることが出来た。そのまま雇い入れてもらえることは少なく、貴族でなければ領地の獲得や出世も望めないため、戦争が無い時期には多くが強盗騎士として生計を立てていた。